# Эвиза
Эвиза (фр. Évisa, корс. Evisa) — коммуна во Франции, находится в регионе Корсика. Департамент коммуны — Южная Корсика. Входит в состав кантона Севи-Сорру-Чинарка. Округ коммуны — Аяччо.
Код INSEE коммуны — 2A108.

## Население
Население коммуны на 2008 год составляло 182 человека.
| 1962 | 1968 | 1975 | 1982 | 1990 | 1999 | 2008 |
| ---- | ---- | ---- | ---- | ---- | ---- | ---- |
| 401  | 336  | 312  | 248  | 257  | 196  | 182  |

## Экономика

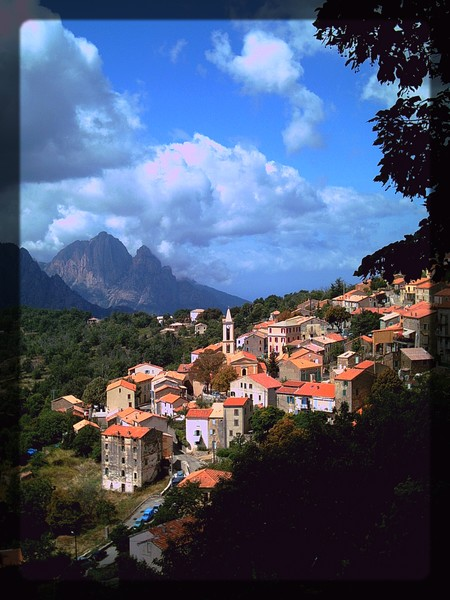
Эвиза

В 2007 году среди 108 человек в трудоспособном возрасте (15—64 лет) 65 были экономически активными, 43 — неактивными (показатель активности — 60,2 %, в 1999 году было 55,1 %). Из 65 активных работали 57 человек (38 мужчин и 19 женщин), безработных было 8 (5 мужчин и 3 женщины). Среди 43 неактивных 6 человек были учениками или студентами, 12 — пенсионерами, 25 были неактивными по другим причинам.